# Corydalis kusnetzovii
Corydalis kusnetzovii är en vallmoväxtart som beskrevs av Michael Kuzmich Khokhrjakov. Corydalis kusnetzovii ingår i nunneörtssläktet, och familjen vallmoväxter. Inga underarter finns listade i Catalogue of Life.

## Bilder

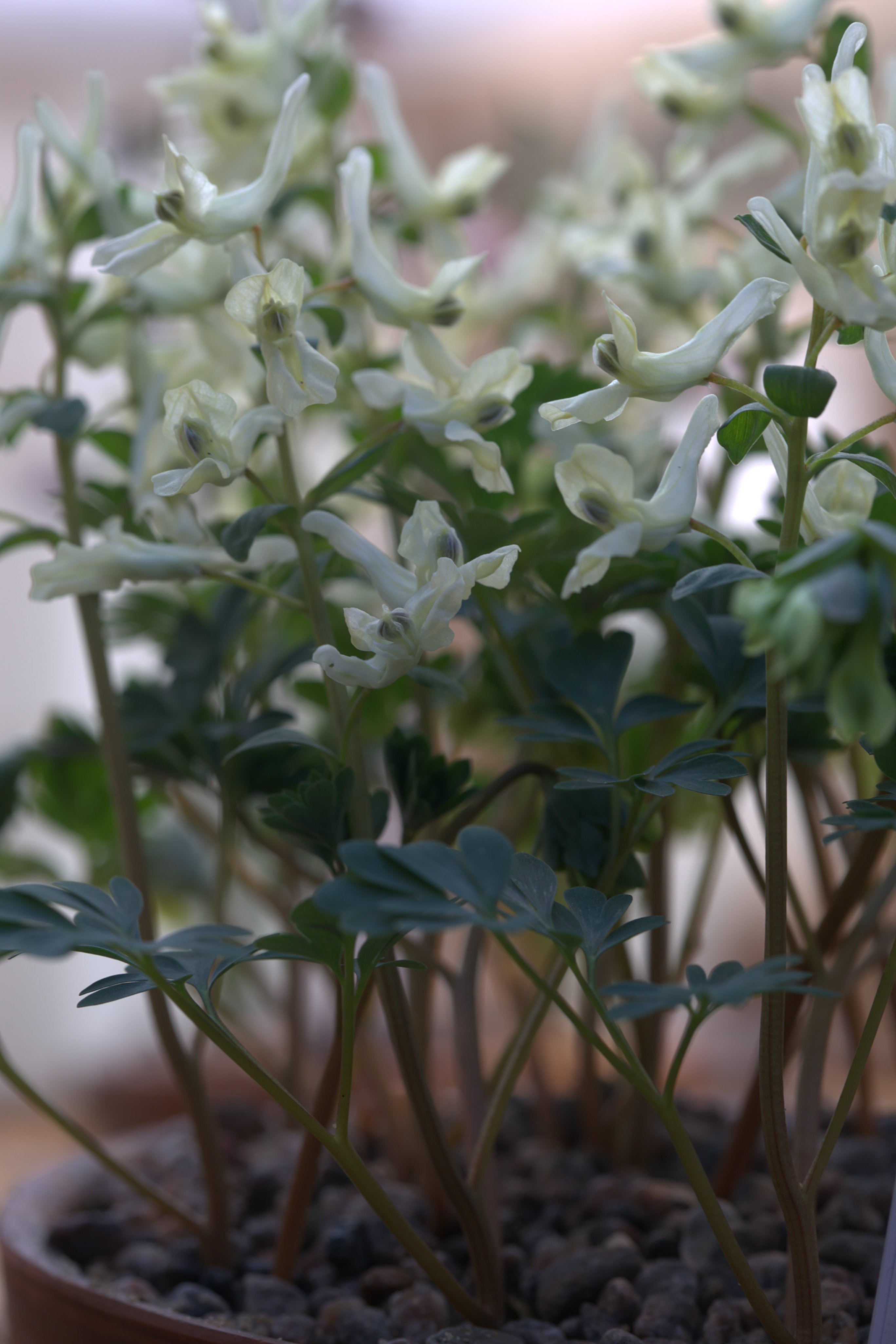